# Hrabstwo Falls

Piramida wieku hrabstwa

Hrabstwo Falls – hrabstwo położone w USA, w centralnej części stanu Teksas. Zostało utworzone w 1850 roku, a jego siedzibą jest miasteczko Marlin. Hrabstwo zawdzięcza swoją nazwę wodospadom (ang. falls) na rzece Brazos, która przecina hrabstwo. Wchodzi w skład obszaru metropolitalnego miasta Waco.

## Gospodarka
Hrabstwo Falls ma silnie rolniczy charakter, a w 2022 roku zajęło 32. miejsce w Teksasie pod względem całkowitych zysków z rolnictwa. Pogłowie bydła w hrabstwie należy do 20 największych w Teksasie, licząc 129,7 tys. sztuk w 2022 roku. Obok dominującej hodowli bydła, ważną rolę odgrywa także hodowla koni i owiec. W produkcji roślinnej hrabstwo zajmuje 12. miejsce pod względem uprawy kukurydzy, a znaczące są również uprawy pszenicy, bawełny i sorgo. Produkcja siana wspiera potrzeby paszowe lokalnych gospodarstw hodowlanych.
Ze średnim dochodem gospodarstwa domowego wynoszącym około $55,000 w 2024 roku, hrabstwo Falls jest jednym z najbiedniejszych w Centralnym Teksasie. 20,1% mieszkańców żyje poniżej progu ubóstwa.

## Miasta
- Chilton (CDP)
- Bruceville-Eddy
- Lott
- Marlin
- Rosebud

## Sąsiednie hrabstwa
- Hrabstwo Limestone (północny wschód)
- Hrabstwo Robertson (południowy wschód)
- Hrabstwo Milam (południe)
- Hrabstwo Bell (południowy zachód)
- Hrabstwo McLennan (północny zachód)

## Demografia
- biali nielatynoscy – 49,6%
- Latynosi – 26%
- czarni lub Afroamerykanie – 23,2%
- rasy mieszanej – 2,1%
- rdzenni Amerykanie – 1,4%[4].